# Shuttle Loop
De Shuttle Loop is een model shuttle-achtbaan gebouwd door Anton Schwarzkopf.

## Werking
De achtbaan bevat één inversie, een looping, die tweemaal wordt doorlopen. De looping is 25 meter hoog. De achtbaantrein wordt gelanceerd in de looping, waarna hij tegen een helling oprijdt van 45 meter hoog. Wanneer de trein tot stilstand komt, meestal op ongeveer 36 meter hoogte, rolt hij achteruit nogmaals door de looping en rijdt vervolgens aan de andere kant opnieuw tegen een helling op. Wanneer de trein weer naar beneden rolt, wordt hij ten slotte in het station met remmen tot stilstand gebracht.
De achtbaan heeft een trein van zeven wagentjes, met elk plaats voor twee rijen van twee personen. Er kunnen dus 28 personen in de trein. De trein is voorzien van stevige heupbeugels.
Deze achtbaan kent twee versies met verschillende lanceermethoden. De ene methode maakt gebruik van een vliegwiel, de tweede methode lanceert de trein door middel van een vallend gewicht. Het gewicht bevindt zich dan onder de helling voorbij de looping. De banen met lancering door middel van een vallend gewicht die tegenwoordig nog open zijn hebben ook een andere constructie rondom de looping. Verder zijn de banen zo goed als identiek.

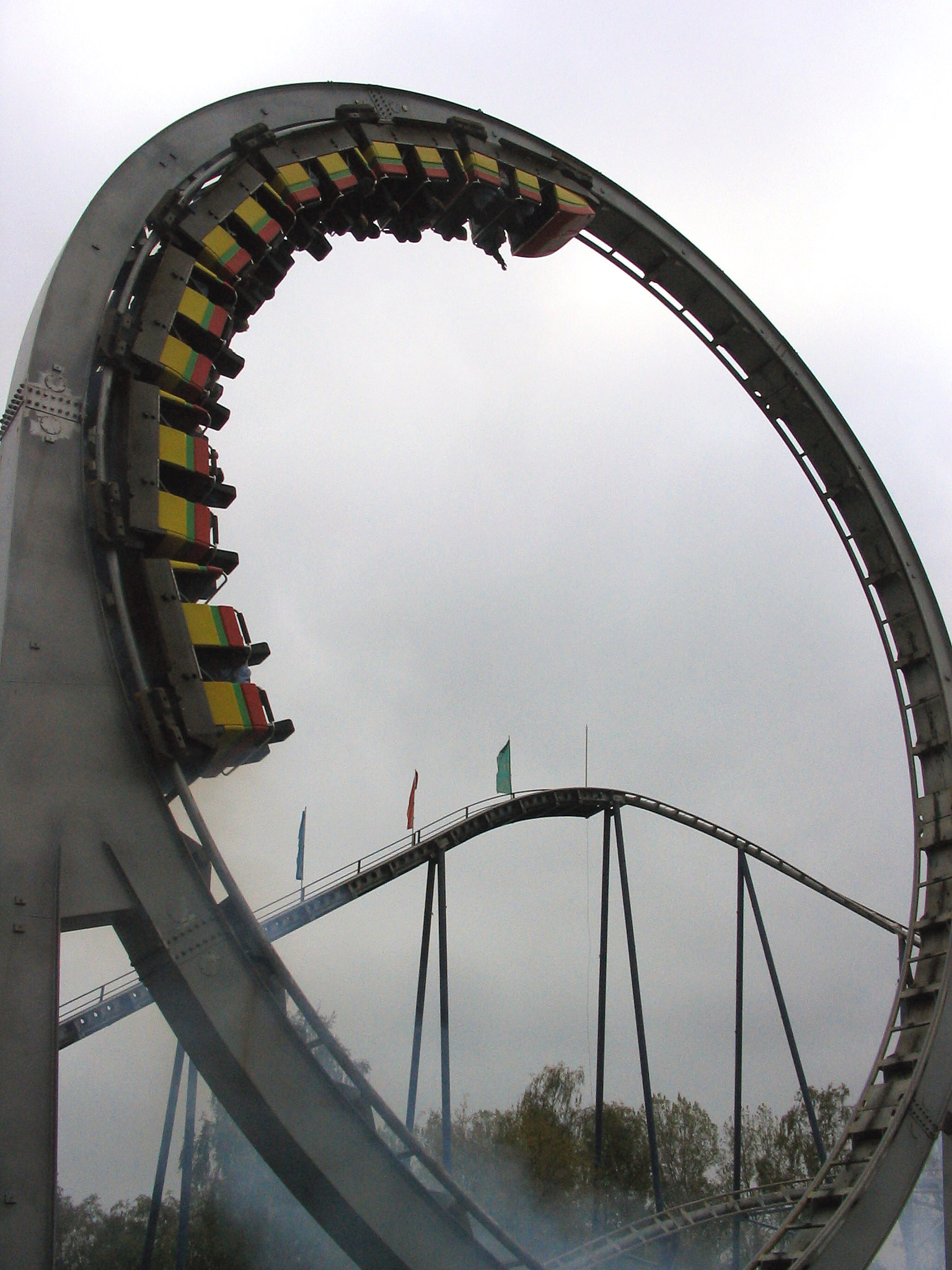
Het soort looping bij Shuttle Loops met vliegwiellancering

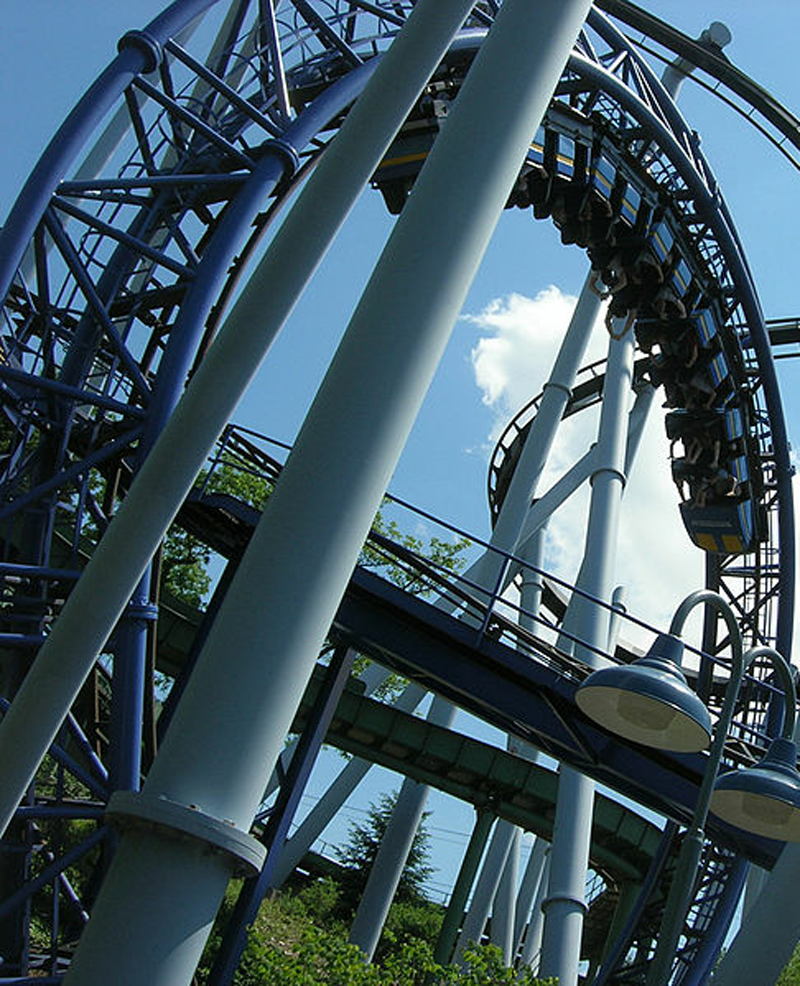
Het soort looping bij Shuttle Loops met lancering door middel van een vallend gewicht

## Shuttle Loops met vliegwiellancering
Van de Shuttle Loop met vliegwiellancering zijn in totaal wereldwijd acht banen gebouwd. Daarvan zijn er nog vier geopend:
- Cascabel in La Feria Chapultepec Mágico (Mexico)
  - Stond eerder in Kennywood (Verenigde Staten) onder de naam Laser Loop
- Montezooma's Revenge in Knott's Berry Farm (Verenigde Staten)
- Turbine in Walibi Belgium (België)

De vliegwiellancering van Turbine werd tussen 2008 en 2013 vervangen door een lancering door middel van lineaire inductiemotoren en is daarmee uniek. Turbine is bovendien de enige Shuttle Loop die volledig overdekt is.
- Shuttle Loop in Nagashima Spa Land (Japan)

Tot 2005 stond in Six Flags Astroworld (Verenigde Staten) ook een Shuttle Loop, Greezed Lightnin' genaamd. Deze ligt sinds 2006 in opslag in Joyland Amusement Park (Verenigde Staten).
Verder stond in de Japanse parken Yokohama Dreamland, Oyama Yuenchi en Toshimaen ook een Shuttle Loop met de naam Shuttle Loop. Deze werden in respectievelijk 2002, 2005 en 2008 gesloten. De baan in Oyama Yuenchi bleef nog een jaar ongebruikt staan tot in 2006. Twee daarvan zijn afgebroken, de Shuttle Loop uit Toshimaen is verkocht aan Attractiepark Rotterdam maar het reviseren van deze baan was te duur.

## Shuttle Loops met lancering door middel van een vallend gewicht
Er zijn wereldwijd vier banen gebouwd die een lancering maken door middel van een vallend gewicht. Daarvan zijn er tot op heden nog twee geopend:
- Golden Loop in Gold Reef City (Zuid-Afrika)
  - Stond van 1977 tot 1988 in Carowinds (Verenigde Staten) als White Lightnin'
- Katapul in Hopi Hari (sinds 1999) (Brazilië) (SBNO in 2012, nu weer gewoon open)
  - Stond van 1990 tot 1996 in Alton Towers (Verenigd Koninkrijk) als Thunderlooper
  - Stond van 1987 tot 1989 in Jolly Roger Amusement Park (Verenigde Staten) als Kings Kobra
  - Stond van 1977 tot 1986 in Kings Dominion (Verenigde Staten) als Kings Kobra

In het Amerikaanse park California's Great America stond van 1977 tot 2002 de Shuttle Loop Greased Lightnin'. Deze werd verkocht aan Six Flags Discovery Kingdom. Daar heeft hij nog drie jaar (tot 2006) in opslag gelegen en is daarna verwijderd uit het park.
Tot slot stond ook in Six Flags Great America een Shuttle Loop van 1978 tot 1991 met de naam Tidal Wave. Deze werd verplaatst naar Six Flags Over Georgia, waar hij geopend was van 1995 tot 2001 onder de naam Viper. Daarna werd hij opnieuw verplaatst, dit keer naar Kentucky Kingdom, waar hij in 2003 opende als Greezed Lightnin'. In 2009 sloot de baan. Hij bleef nog ongebruikt staan tot 2013 en werd toen afgebroken.
Deze twee verdwenen Shuttle Loops met lancering door middel van vallend gewicht hadden een looping die eruitzag zoals deze van een Shuttle Loop met vliegwiellancering; de overgebleven twee hebben een looping die eruitziet zoals op de afbeelding.

## Variant
Er bestaat ook een "opgevouwen versie" van de Shuttle Loop. Hiervan is er slechts een gebouwd. Deze is verplaatsbaar en staat sinds 2013 in Selva Mágica in Mexico met de naam Bullet. Deze baan kent een lancering waarbij de trein wordt aangedreven door banden.
Lijst van achtbaanmodellen ontworpen door Anton Schwarzkopf